# Brita Subklew
Brita Subklew (* 1948 in Berlin) ist eine deutsche Schauspielerin, Hörspiel- und Synchronsprecherin.

## Leben
Als Schauspielerin war Subklew in der Rolle der Madame Madais in der deutschen Fernsehserie St. Angela zu sehen. Weiterhin arbeitet sie auch als Synchronsprecherin. So lieh sie z. B. Lee Meriwether in der Science-Fiction-Serie Time Tunnel oder Sharon Angela in der Fernsehserie Die Sopranos ihre Stimme. Seit etwa Mitte der 1960er Jahre ist Subklew für den Norddeutschen Rundfunk auch als Hörspielsprecherin tätig.

## Filmografie (Auswahl)
- 1993: Zwei Münchner in Hamburg
- 2000: St. Angela

## Synchronisation (Auswahl)
- 1966/67: Time Tunnel
- 1997: Marius und Jeannette – Eine Liebe in Marseille
- 1999–2007: Die Sopranos
- seit 2011: Bobs Burgers

## Hörspiele (Auswahl)
- 1966: Henry Reed: Die Straßen von Pompeji – Regie: Fritz Schröder-Jahn
- 1967: Dan Treston: Der Obolus – Regie: Fritz Schröder-Jahn
- 1968: Matjaz Kmecl: Abiturientenaufsatz – Regie: Gerlach Fiedler
- 2004: Thomas Hettche: Der Fall Arbogast (2 Teile) – Bearbeitung und Regie: Ulrich Lampen
- 2006: Orhan Pamuk: Schnee (1. Teil) – Bearbeitung und Regie: Norbert Schaeffer
- 2006: Michael Gruber: Wendekreis der Nacht (2. Teil) – Regie: Ulrich Lampen
- 2008: David Safier: Mieses Karma. Einteilige Fassung – Regie: Beatrix Ackers
- 2008: Roberto Arlt: Die sieben Irren (2. Teil) – Regie: Sven Stricker
- 2008: David Safier: Mieses Karma (1. Teil). Fassung in zwei Teilen – Regie: Beatrix Ackers
- 2009: Wassili Semjonowitsch Grossman: Leben und Schicksal (1. und 3. Teil) – Regie: Norbert Schaeffer
- 2010: Glyn Maxwell: Das Mädchen, das sterben sollte – Bearbeitung und Regie: Irene Schuck
- 2012: Mirko Bonné: Wie wir verschwinden. Hörspiel nach einem Motiv aus dem gleichnamigen Roman von Mirko Bonné – Bearbeitung und Regie: Oliver Sturm
- 2016: Daniel Woodrell: Der Tod von Sweet Mister – Regie: Roman Neumann
- 2017: Melanie Raabe: Die Wahrheit – Bearbeitung und Regie: Sven Stricker